# Ana Botella
Ana María Botella Serrano (Madrid, 23 luglio 1953) è una politica spagnola, esponente dal 1978 del Partito Popolare e sindaco di Madrid dal 2011 al 13 giugno 2015.

## Biografia
Nata a Madrid, ha studiato in una scuola di élite gestita dalla "Congregazione di Gesù" (chiamata in Spagna "Irish Mothers"), Botella si è laureata in Giurisprudenza presso l'Università Complutense di Madrid. Funzionaria statale dopo un esame pubblico, ha lavorato per vari ministeri spagnoli come il Ministero dell'Interno e il Ministero dei Lavori Pubblici.

### Attività politica
Nel 2003 è stata eletta consigliere comunale di Madrid e nominata secondo vicesindaco e assessore comunale al dipartimento dei servizi per l'occupazione e il cittadino fino al 2007, nel 2011 rinominata secondo vicesindaco e assessore comunale all'ambiente e mobilità. È stata criticata per non aver affrontato l'inquinamento atmosferico di Madrid che spesso superava i livelli consentiti mentre era responsabile dell'ambiente della città. Botella era dichiaratamente scettica in merito ad un cambiamento climatico.
Il 22 dicembre 2011 il sindaco di Madrid Alberto Ruiz-Gallardón lascia l'incarico perché nominato Ministro della giustizia nel governo di Mariano Rajoy, a seguito delle dimissioni, per cinque giorni, l'incarico di primo cittadino passa al vicesindaco Manuel Cobo e il 27 dicembre 2011 il consiglio comunale di Madrid elegge nuovo sindaco Ana Botella con 31 voti su 55.

## Vita privata
Botella e l'ex primo ministro spagnolo José María Aznar sono sposati dal 1977  e hanno tre figli: José María, Ana e Alonso. La figlia ha sposato l'uomo d'affari Alejandro Agag nel sito reale di El Escorial il 5 settembre 2002.